# Ефросиненко, Андрей Васильевич
Андрей Васильевич Ефросиненко (укр. Андрій Васильович Єфросиненко; 20 апреля 1973, Переславль-Залесский — 14 ноября 2023, Першотравневое) — украинский военнослужащий, полковник, участник российско-украинской войны. Герой Украины (2024, посмертно).

## Биография
Родился 20 апреля 1973 года в городе Переславль-Залесский Ярославской области. Впоследствии семья переехала в Украину.
В 1995 году окончил Институт пограничных войск Украины. Начал службу в Сумском пограничном отряде, пройдя путь от старшего контролёра контрольно-пропускного пункта до начальника отдела пограничной службы.
В 2013 году завершил военную службу. С началом АТО в 2014 году вернулся к службе, выполняя боевые задачи на востоке Украины в составе одного из добровольческих батальонов.
С началом полномасштабного вторжения России в Украину в 2022 году вновь вернулся в ряды Государственной пограничной службы Украины, выполняя боевые задачи на Донбассе. Продолжил службу в новосозданной бригаде «Сталевый кордон».
14 ноября 2023 года принял свой последний бой на окраине села Першотравневое Купянского района Харьковской области, где погиб от огнестрельного ранения.

## Награды
- Звание «Герой Украины» с удостоением ордена «Золотая Звезда» (28 июня 2024, посмертно) — за личное мужество и героизм, проявленные в защите государственного суверенитета и территориальной целостности Украины, верность военной присяге[2].
- Орден «За мужество» III степени (5 июля 2012, посмертно) — за значительный личный вклад в подготовку и проведение в Украине финальной части чемпионата Европы 2012 года по футболу, успешную реализацию инфраструктурных проектов, обеспечение правопорядка и общественной безопасности во время турнира, подъём международного авторитета Украинского государства, высокий профессионализм[3].